# Carney-Stratakis-Syndrom
Das Carney-Stratakis-Syndrom ist eine sehr seltene angeborene Erkrankung bestehend aus einer Kombination von Gastrointestinalem Stromatumor (GIST) und Paragangliomen.
Synonyme sind: Carney-Stratakis-Dyade; GIST-Paragangliom-Dyade; Paragangliom und Magenstroma-Sarkom
Die Bezeichnung bezieht sich auf den Erstautor der Erstbeschreibung aus dem Jahre 2002 durch den US-amerikanischen Pathologen J. Aiden Carney.
Die Erkrankung ist nicht zu verwechseln mit
- der nicht erblichen Carney-Trias (englisch Carney's syndrome), einer Assoziation von GISTs, Paragangliomen und Chondromen der Lunge[5][6]
- dem Carney-Komplex (oder Carney-Syndrom), einem Komplex von Myxomen, Hautflecken und hormoneller Überfunktion.[7]

## Verbreitung
Die Häufigkeit wird mit unter 1 zu 1.000.000 angegeben, bislang wurde über weniger als 20 Betroffene berichtet. Die Vererbung erfolgt autosomal-dominant.

## Ursache
Der Erkrankung liegen Mutationen im SDHB-Gen im Chromosom 1 am Genort p36.13, im SDHC-Gen im Chromosom 1 an q23.3 oder im SDHD-Gen im Chromosom 11 an q23.1 zugrunde, die für Untereinheiten der Succinatdehydrogenase (SDH) kodieren.
Weitere genetische Veränderungen als Ursache wurden beschrieben.

## Klinische Erscheinungen
Klinische Kriterien sind:
- Manifestation im jungen Erwachsenenalter
- Multifokale Magenstroma-Sarkome
- multizentrische Paragangliome

## Diagnose
Die Diagnose ergibt sich aus den Befunden der klinischen Untersuchung und der medizinischen Bildgebung.
Kinder mit GIST sollten molekulargenetisch auf einen SDH-Defekt untersucht werden.

## Differentialdiagnose
Die wichtigste Differentialdiagnose ist die Carney-Triade.

## Therapie
Die Behandlung richtet sich gegen die beiden Tumoren, wie in den jeweiligen Artikeln beschrieben.